# Bakteriell vaginos
Bakteriell vaginos (BV) är en sjukdom i vaginan orsakad av överväxt av icke-kommensala bakterier. Vanliga symtom omfattar en ökad mängd flytningar vars lukt i typiska fall kan påminna om fisk eller skaldjur. Flytningarna är ofta vit- eller gråaktiga i färgen. En brännande känsla kan uppstå i samband med urinering. Klåda är mindre vanligt och ibland förekommer inga symtom alls. Kvinnor med bakteriell vaginos löper en ökad risk för ett antal andra sexuellt överförbara infektioner inklusive HIV/AIDS. Bakteriell vaginos ökar också risken för prematur förlossning hos gravida.

## Orsak och diagnos
Bakteriell vaginos orsakas av en obalans i vaginans naturliga bakterieflora där de vanligaste kommensala bakterierna bytts ut och det dessutom har skett en hundra- till tusenfaldig ökning av det totala antalet bakterier. Riskfaktorer omfattar bland annat intimduschning, ny eller olika samtidiga sexpartners, antibiotika och användning av spiral. Det anses dock inte vara en sexuellt överförbar infektion.
Vid misstänkt bakteriell vaginos ställs diagnosen utifrån Amsels kriterier:
1. Tunn, gulvit, ibland lätt skummande flytning
2. Clueceller vid mikroskopi
3. Förhöjt pH >4,5
4. Pos sniff/whiff test (med eller utantillsats av 10% KOH för att höja pH i vaginalsekretet)

För diagnos skall tre av fyra kriterier vara uppfyllda. Bakteriell vaginos kan förväxlas med Svampinfektion i underlivet eller trichomonasinfektion.

## Epidemiologi och historik
Bakteriell vaginos är den vanligaste underlivsinfektionen hos kvinnor i fertil ålder. Andelen kvinnor som drabbas varierar mellan 5 % och 70 % och är vanligast i delar av Afrika och minst förekommande i Asien och Europa. I USA drabbas ungefär 30 % av alla kvinnor mellan 14 och 49 år. Andelen drabbade kan också variera kraftigt mellan etniska grupper inom ett och samma land. Symtom som påminner om BV har beskrivits genom historien, men det första dokumenterade fallet är från 1894.